# パトカーアダム30
『パトカーアダム30』（原題：T. J. Hooker） は、1982年からアメリカ合衆国で放映された、警察官を主人公としたアクションドラマ。
日本では、第1～3シーズンは1985年から1988年にかけて日本テレビ系列の日曜22時30分枠に、第4・5シーズンは1989年以降、同局で深夜に放送された。邦題の「アダム30」とは、主人公のフッカー巡査部長らが乗務するパトロールカーの警察無線に割り振られたコールサインで、「Aの30号車」という意味。

## 概要
パトロールの制服警官2人が主人公の警察ドラマ。パトロール中に遭遇する様々な出来事から事件が始まり、それを捜査し解決へと進む過程で、ベテランの巡査部長が若い巡査に仕事を教えていく姿を描く。
主人公らが所属する「LCPD（Lake City Police Department＝レイク市警察）」という架空の警察署のモデルはロサンゼルス市警察（LAPD）である。登場する警察学校はLAPDのアカデミーであり、パトカーもLAPDを模した車両である。明確に異なるのは制服の両上腕部につけられた「LCPD」というワッペンと、警察バッジである。これは当時の市警察が、実際に使用されているバッジや表記をドラマや映画に登場させる事を一切認めなかったため。

## あらすじ
レイク市警察の刑事・フッカー巡査部長は、捜査活動中に同僚を殉職させてしまったため、自責の念に駆られて制服警官への降格を願い出て、ポリスアカデミーの指導教官として実習生を従え、ホーレンベック地区分署でパトロールカー勤務につく。人情派で熱血漢のフッカーが、悩める若者たちを救い、シェリダン分署長の娘でやはり実習生のステイシーなど新人達を育てる姿、犯罪に立ち向かっていく様を描く。

## 登場人物
“T・J”トーマス・ジェファーソン・フッカー巡査部長
演：ウィリアム・シャトナー William Shatner、吹替：矢島正明
“ビンス”ビンセント・ロマノ巡査
演：エイドリアン・ズメット Adrian Zmed、吹替：水島裕（シーズン1～4）
ヴィッキ・テーラー巡査
演：エイプリル・クラフApril Cloughことギリアン・ウッド（シーズン1）
ステイシー・シェリダン巡査
演：ヘザー・ロックリア Heather Locklear、吹替：佐久間レイ（シーズン2～5）
ジム・コリガン巡査
演：ジェイムズ・ダレン James Darren、吹替：小川真司（シーズン2～5）
ホーレンベック地区分署長デニス・シェリダン警視（ステイシーの父）
演：リチャード・ハード Richard Herd、吹替：小林昭二（シーズン1～4）
ピート・オブライエン部長刑事
演：ヒュー・ファリントン Hugh Farrington(シーズン3～5)
主演のウィリアム・シャトナーは『宇宙大作戦』のカーク船長役としても知られているが、同作でスポックを演じていたレナード・ニモイが本ドラマにゲスト出演した回(シーズン2第16話「鬼警部復讐の弾道！黒衣の容疑者を撃て(原題"Vengeance Is Mine")」)がある。(吹替：瑳川哲朗)

## スタッフ
- 製作総指揮：アーロン・スペリング、レナード・ゴールドバーグ
- 企画：リック・ハスキー
- 音楽：ジョン・デイヴィス
- テーマ音楽：マーク・スノー
- 制作：スペリング／ゴールドバーグ・プロダクション、コロンビア・ピクチャーズ・テレビジョン
- 放映局：ABC（1982年3月 - 1985年9月）、CBS（1985年9月 - 1987年9月）

## 日本語版制作スタッフ
- 演出：佐藤敏夫
- 翻訳：木原たけし
- 調整：小野敦志
- 効果：遠藤堯雄・桜井俊哉

## 日本国内でのビデオソフト化
1990年12月21日には、日本未放送回であるシーズン5の2時間スペシャル「Blood Sport（原題）」を収録したVHS、『ザ・ヤクザ ハワイを斬る』が字幕スーパー版で発売された。2023年現在、日本国内でソフト化されているのはこのVHSのみであり、日本版DVDは販売されていない。